# Poèmes de Jehan Rictus dits par Maurice Chevalier
Albums de Maurice Chevalier
Rendez-vous à Paris avec Maurice Chevalier N°3
(1954) À l'Alhambra avec Michel Legrand et son grand orchestre
(1957)
Poèmes de Jehan Rictus dits par Maurice Chevalier est le cinquième 33 tours de Maurice Chevalier. Il s'agit d'un ensemble de poèmes de Jehan Rictus lus par Maurice Chevalier et mis en musique par Fred Freed à l'orgue et Freddy Balta à l'accordéon. Ils furent enregistrés en 1949 mais réédités sur ce 33 tours.

## Liste des titres
| No | Titre                 | Durée |
| -- | --------------------- | ----- |
| 1. | Nocturne              | 4:35  |
| 2. | Les petites baraques  | 3:34  |
| 3. | Jasante de la vieille | 3:01  |
| 4. | Idylle                | 4:28  |
| 5. | Le revenant           | 10:13 |